# Hårsärv
Hårsärv (Zannichellia palustris) är en växtart i familjen nateväxter.

## Beskrivning
Hårsärv är en späd flerårig vattenväxt med tunna, krypande jordstammar. Bladen är trådsmala och sitter motsatta eller tre och tre i kransar på de tunna stjälkarna, bladslidorna är hinnartade. Blommorna är enkönade och saknar hylle, de sitter i par i bladvecken, hanblommorna består av endast en ståndare, honblommorna av fyra pistiller. Frukterna är små men har en karaktäristisk form, de är plattade och njurlika med ett långt spröt. Hårsärv är variabel och flera arter urskiljdes tidigare, men numera betraktas variationen utgöra tre varieteter. Varieteten småsärv (var. repens) har mycket smala blad och oskaftade, släta frukter med kort spröt. Skaftsärv (var. pedicellata) liknar föregående, men har skaftade frukter med knölig rygg. 
Hårsärv känns lättast igen på sina frukter som sitter i grupper om tre eller fyra i bladvecken. Vegetativa exemplar kan identifieras genom att den vita krypande jordstammen har en tydlig ledknut som sitter mitt mellan de gröna stjälkarna.

## Utbredning
Hårsärv är vanlig längs våra kuster. Den lever på grunda mjukbottnar i salt eller bräckt vatten, men varieteten repens kan även påträffas i sötvatten. Första fynduppgift publicerades på 1700-talet (Nordstedt 1920). 

## Etymologi
Artnamnet palustris kommer av latinets palus (kärr) och betyder växande i kärr, vilket är missvisande då arten nästan uteslutande förekommer i salt eller bräckt vatten.